# Freddie Francis
Frederick William "Freddie" Francis, född 22 december 1917 i Islington i London, död 17 mars 2007 i Isleworth i Hounslow i London, var en brittisk filmfotograf och regissör.
Som filmfotograf mottog Freddie Francis två Oscars, 1961 för Söner och älskare (1960) och 1990 för Ärans män (1989). Som regissör är han mest känd för en rad brittiska skräckfilmer för bolagen Hammer och Amicus under 1960- och 70-talen. Hans arbete som filmfotograf för David Lynchs Elefantmannen (1980) gav honom större erkännande som fotograf. Han samarbetade åter med Lynch i Dune (1984) och The Straight Story (1999), som blev hans sista film.

## Filmografi (urval)

### Som regissör
- 1968 – Draculas vålnad
- 1970 – Mumsy, Nanny, Sonny and Girly

### Som filmfotograf
- 1960 – Söner och älskare
- 1980 – Elefantmannen
- 1984 – Spionen som levde två gånger
- 1984 – Dune
- 1989 – Ärans män
- 1991 – Cape Fear
- 1992 – Den inre kretsen
- 1999 – The Straight Story